# جنوب غرب أوروبا
جنوب غرب أوروبا Southwestern Europe هي منطقة فرعية من أوروبا تضم البلدان، التي تتداخل مع كل من جنوب وغرب أوروبا .  يمكن أيضًا الاشارة لتلك المنطقة باسم أوروبا اللاتينية، حيث تعتبر كل من اللغات الرومانسية والكنيسة الكاثوليكية اللاتينية من سمات المنطقة.  تشترك هذه البلدان في روابط تاريخية، وتقارب جغرافي قوي، فتسهم في تبادل الثقافات على مر العصور. تشتهر المنطقة بمناخها البحري الدافئ؛ بسبب وجودها على البحر الابيض المتوسط والمحيط الأطلسي، والمناظر الطبيعية الجميلة وتراثها الغني من الفن والعمارة والمأكولات.[بحاجة لمصدر]

## البلدان والمناطق
- شبه الجزيرة الإيبيرية
  -  إسبانيا

خارطة جنوب غرب أوروبا

  -  أندوراː تقع في جبال البرانس الشرقية، بين إسبانيا وفرنسا
  -  البرتغال
  -  جبل طارق
- فرنسا
  - جنوب فرنسا
  -  موناكو
- إيطاليا
  -  سان مارينو
  -   الفاتيكان
- مالطا

## انظر ايضا
- جغرافيا أوروبا
- أوروبا الجنوبية
- أوروبا الغربية
- جنوب شرق أوروبا
- كأس لاتينا لكرة القدم